# Saarijärvi (sjö i Taivalkoski, Norra Österbotten)
Saarijärvi är en sjö i Finland. Den ligger i kommunen Taivalkoski i landskapet Norra Österbotten, i den centrala delen av landet, 600 km norr om huvudstaden Helsingfors. Saarijärvi ligger 238,8 meter över havet. Arean är 94,8 hektar och strandlinjen är 4,94 kilometer lång. Sjön  ingår i Ijo älvs huvudavrinningsområde. 